# 熱膨張

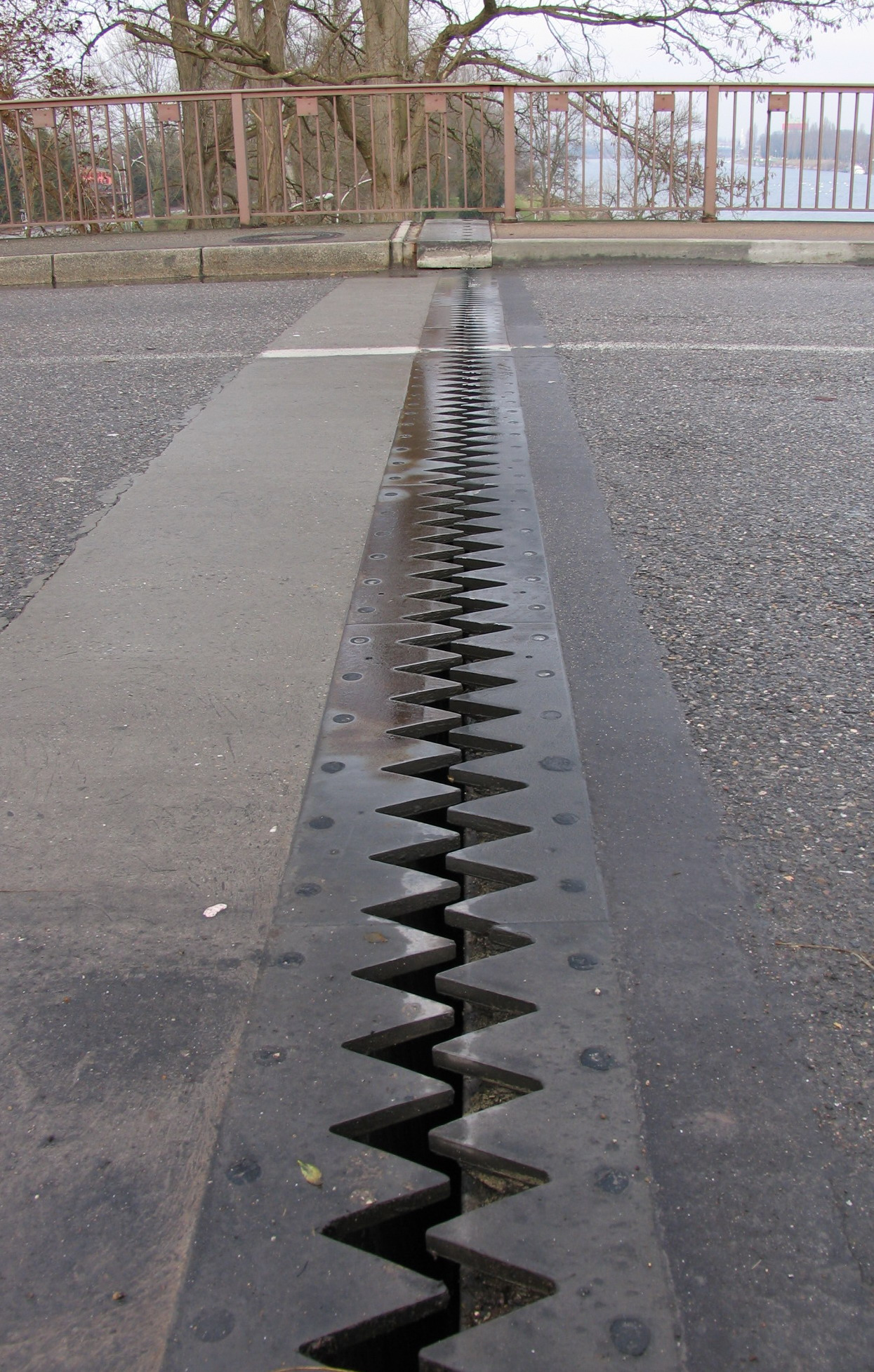
熱膨張による破損を避けるべく道路橋で使われる伸縮継手

熱膨張（ねつぼうちょう、英語: Thermal expansion）は、温度上昇に応じて物質の形状・面積・体積が膨張したり密度が変化する性質であり、一般的に相転移現象は含めない。
温度は、物質の平均分子運動エネルギーの単調関数である。物質が加熱されると、分子の振動や運動がより激しくなり、通常は分子間の距離がより長くなっていく。温度上昇と共に収縮する物質は稀で、限られた温度範囲内でのみ（後述）発生する。相対的膨張（体積ひずみ）を温度変化で割ったものは熱膨張係数と呼ばれるが、概ね温度と共に変化する。

## 概要

### 膨張の予測
状態方程式が適用できる場合は、それを用いれば与えられた温度や圧力（そのほか多くの必要な状態量すべて）における熱膨張の値を予測することができる。

### 負の熱膨張
幾つかの物質は、特定の温度範囲内で加熱すると収縮することがあり、通常これは「負の熱膨張」と呼ばれる（「熱収縮」ではない）。たとえば、水は3.983 ℃に冷却されると熱膨張係数がゼロに下がり、この温度より低くなると負の熱膨張を示す。これは水がこの温度で最大密度になるという意味であり、したがって氷点下の気温においても湖の表面に氷が張るだけで、最大密度である約4 ℃の水は湖底に沈んでおり、外気に触れないため凍らないままでいることになる。また、かなり高純度のシリコンは18 - 120 Kの温度帯で負の熱膨張係数になる。

### 影響を与える要因
気体や液体とは異なり、固体物質は熱膨張が進行する際も形状を保つ傾向がある。
熱膨張は一般に結合エネルギーの増加に伴って減少し、固体の融点は結合エネルギーとともに増大するため、高融点物質では熱膨張が低くなる可能性が高い。一般に、液体は固体よりも僅かに大きく膨張する。ガラスの熱膨張は結晶に比べて大きくなる。ガラス転移温度でアモルファス物質に起こる再配置は、熱膨張係数と比熱に特徴的な不連続をもたらす。この不連続性が、過冷却された液体がガラスに変化するガラス転移温度の検出を可能にしている。ガラスになる液体が外部から加熱された際は「加熱による冷却(cooling-by-heating)」という意外な効果が起こり、液体内の深部では温度が低下する。
多くの一般的な物質では、水（やその他溶媒）が吸収されたり脱離したりすることで大きさが変わる場合もある。有機物質の多くは、熱膨張よりもこの効果によって大きく体積変化する。一般的なプラスチックは水にさらされると、長期的には大きな割合で膨張していく。

### 密度への影響
熱膨張は物質の粒子間の間隔を変化させ、それによって物質の体積を変化させる一方で、その質量を無視できる程度に変化させ（無視できる量は質量とエネルギーの等価性に基づく）、したがってその密度が変化して、それに作用する浮力に影響を及ぼす。これは、不均一に加熱された流体の対流において重要な役割を果たし、とりわけ熱膨張は一部の風や海流を発生させる役目を果たしている。

## 熱膨張率
熱膨張率は、温度の変化に伴って物体の大きさがどのように変化するかを示すものである。具体的には、一定圧力における温度変化1℃ごとに生じる体積変化率を測ったもので、係数が低いほど大きさが変化しづらい傾向になる。体積膨張率・面積膨張率・線膨張率の種類がある。どれを用いるかは重要と考えられる次元によって変わる。固体だと、長さや面積の変化だけに関心が向かう場合がある。
体積膨張率が最も基本的な熱膨張率であり、流体では最も重要である。一般に、温度変化による物質の膨張・収縮はあらゆる方向に起こる。あらゆる方向に同じ割合で膨張する物質は等方性と呼ばれる。等方性物質の場合、面積および体積の熱膨張係数はそれぞれ線熱膨張係数の約2倍および3倍になる。
これら係数の数学的定義は、固体・液体・気体で以下のように定められている。

### 一般的な熱膨張率
一般に固体・液体・気体の場合、体積膨張率は次の通り。
{\displaystyle \alpha =\alpha _{\text{V}}={\frac {1}{V}}\,\left({\frac {\partial V}{\partial T}}\right)_{p}}
下添字"p"は膨張中に圧力が一定に保たれることを示しており、添字Vは体積膨張率であることを強調している。気体の場合、その体積が温度のほか圧力によって大幅に変化するため、圧力が一定に保たれるという事実が重要となる。

## 固体の熱膨張
熱膨張を計算する場合、形状が自由に膨張するのか拘束されているかを考慮する必要がある。形状が自由に膨張する場合、温度上昇に起因する膨張やひずみは適用可能な熱膨張率を使って単純に求めることができる。
膨張できないよう形状が拘束されている場合、内部応力が温度変化によって引き起こされる（または変化する）。この応力は、弾性係数またはヤング率で規定される応力/ひずみ関係を通じて、形状が自由膨張した場合に生じるひずみと、そのひずみをゼロに減らすのに必要な応力を考慮することで算出できる。固体物質の場合では、通常だと環境から受ける圧力が物体のサイズに目立つほど影響しないため、一般的に圧力変化の影響を考慮する必要はない。
一般的な工学用の固体は通常、使用が想定された温度範囲で熱膨張率が大幅に変化することはない。そのため極端な高精度が要求されないのなら、膨張率の平均値を取ってその値が一定だと見なして実用的な計算を行うことができる。

### 等方性物質
等方性物質の場合、体積熱膨張率は線膨張率の3倍となる。
{\displaystyle \alpha _{V}=3\alpha _{L}}
この比率は、体積が直交3軸で構成されているために生じる。例として、一辺の長さLの鋼の立方体を考える。元の体積{\displaystyle V=L^{3}}として、温度上昇後の新たな体積{\displaystyle V+\Delta V}は次のように表せる。
{\displaystyle V+\Delta V=(L+\Delta L)^{3}=L^{3}+3L^{2}\Delta L+3L\Delta L^{2}+\Delta L^{3}\approx L^{3}+3L^{2}\Delta L=V+3V{\Delta L \over L}}
長さの変化量{\displaystyle \Delta L}は、元の長さLに対して微小であり、その累乗ではごく微小となるため累乗付きの各項はほとんど無視できる。したがって
{\displaystyle {\frac {\Delta V}{V}}=3{\Delta L \over L}=3\alpha _{L}\Delta T}
この近似値は温度変化やサイズ変化 ({\displaystyle \Delta T}と{\displaystyle \Delta L}) が小さい場合に当てはまる。大きな変化に関しては当てはまらず、上述式の第3項を（時には第4項も）考慮する必要がある。
同様に、面積熱膨張率は線膨張率の2倍となる。
{\displaystyle \alpha _{A}=2\alpha _{L}}
こちらも体積と同じ手法（面積では直交2軸）で説明できる。また、大きな変化を扱う場合に当てはまらないのも同様である。簡潔に言うと、固体の長さが1 mから1.01 mに膨張した場合、面積は1 m2から1.0201 m2に、体積は1 m3から1.030301 m3に膨張する。

### 異方性物質
結晶（そのうちマルテンサイトなど立方対称性に満たないもの）や様々な複合材料など、異方性構造を有する物質は一般的に方向が異なれば線膨張率{\displaystyle \alpha _{L}}も異なる。その結果、全体的な体積膨張は3軸間で不均等に分配される。結晶対称性が単斜晶系または三斜晶系の場合、これらの角度軸も温度変化の影響を受ける。このような場合、最大6個の独立要素を持つテンソルとして熱膨張係数を扱う必要がある。テンソルの要素を決定する良い方法は粉末X線回折を用いて膨張を研究することである。立方対称性を有する物質（面心立方晶や体心立方晶など）のテンソル熱膨張係数には等方性がある。

## 気体の定圧膨張
気体はそれらが占める容器全体を満たすため、一定圧力での体積熱膨張係数{\displaystyle \alpha _{V}}のみが対象となる。
理想気体の場合、理想気体の状態方程式 {\displaystyle pV_{\mathrm {m} }=RT} を微分することで容易に以下が得られる。
{\displaystyle p\,\mathrm {d} V_{\mathrm {m} }+V_{\mathrm {m} }\,\mathrm {d} p=R\,\mathrm {d} T}
ここで{\displaystyle p}は圧力、{\displaystyle V_{\mathrm {m} }}はモル体積（{\displaystyle V_{\mathrm {m} }=V/n},で{\displaystyle n}が気体の物質量）、{\displaystyle T}が絶対温度、{\displaystyle R}は気体定数である。
定圧熱膨張の定義より{\displaystyle \mathrm {d} p=0} なので、{\displaystyle p\,\mathrm {d} V_{\mathrm {m} }=R\,\mathrm {d} T} となり、定圧熱膨張率は
{\displaystyle \alpha _{V}\equiv {\frac {1}{V}}\left({\frac {\partial V}{\partial T}}\right)_{p}={\frac {1}{V_{\mathrm {m} }}}\left({\frac {\partial V_{\mathrm {m} }}{\partial T}}\right)_{p}={\frac {1}{V_{\mathrm {m} }}}\left({\frac {R}{p}}\right)={\frac {R}{pV_{\mathrm {m} }}}={\frac {1}{T}}}
となる。これは温度に強く依存する関数であり、温度を2倍にすると熱膨張係数が半分になる。

## 液体の熱膨張
液体中に存在する分子間力は比較的弱く、その構成分子はより可動性があるため、液体の熱膨張は通常だと固体よりも大きくなる。理論的には、線膨張率は体積膨張率 (αV ≈ 3αL) から見出だせる。液体は、固体とは違って明確な形状を持たず、容器の形状を取る。したがって、液体は明確な長さと面積を持たないため、液体の線膨張や面積膨張は重要ではない。ただしαL はαVの実験値から算出されることがある。
液体は一般的に加熱で膨張する。しかし、水ではこの一般的な振る舞いの例外がある。水は4 ℃以下になると加熱で収縮する（負の熱膨張）。4 ℃より高い温度では典型的な正の熱膨張が見られる。
固体の熱膨張は通常だと温度にほとんど左右されない（低温を除く）が、液体は温度が違うと異なる割合で膨張する。

### 液体の見かけの膨張と絶対膨張
液体の膨張は、一般的に容器内で測定される。容器内で液体が膨張すると、液体とともに容器も膨張する。したがって、観察された液体の水位上昇から算出される体積増加は、その体積の実際の増加ではない。容器に対する液体の膨張は、見かけの膨張 (apparent expansion) と呼ばれ、液体の実際の膨張は、真の膨張や絶対膨張 (real expansion, absolute expansion) と呼ばれる。元の体積に対する温度の単位上昇あたりの液体体積の見かけの増加比率は「見かけの膨張率」と呼ばれている。
小さく均一な温度上昇の場合、これらの影響が相加的となる。液体の体積増加（実際の膨張）は、液体の見かけの体積増加（見かけの膨張）と容器の体積増加を合計したものと等しくなる。そのため実験では2つの膨張率が同時に測定される。
液体の膨張測定も、同様に容器の膨張を考慮しなければならない。例えば、頸部を部分的に満たすだけの液体が入った細首フラスコを熱浴に入れると、頸部にある液柱の高さが当初は下がり、続いてすぐフラスコと液体と熱浴の系全体が温まるまでその高さの上昇が起こる。液柱の高さの初期の落下は、液体の初期収縮によるものではなく熱浴に最初に接触したフラスコの膨張によるものである。その後すぐにフラスコ内の液体がフラスコ自体によって加熱され、膨張し始める。液体は一般的に固体より大きな膨張を有するため、フラスコ内の液体膨張は最終的にフラスコの膨張を超えて、フラスコ内の液面が上昇する原因となる。液柱の高さの直接測定は、液体の見かけの膨張の測定である。液体の絶対膨張は、見かけの膨張に容器膨張の補正を行なった値となる。

## 例と応用

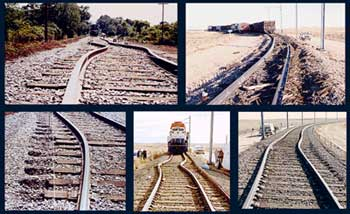
鉄道線路での長い連続区間の熱膨張は、線路のゆがみを起こす原因である。この現象が1998-2002年に米国だけで190件の列車脱線に繋がった。

大形構造物を設計する場合、土地調査でテープやチェーンを使って距離を測定する場合、高温材料を鋳造する金型を設計する場合、ほか温度によるサイズの大幅な変化が予想される応用工学においては、その物質の膨張および収縮を考慮しなければならない。
また熱膨張は、機械用途で部品を互いに密着させる場合にも使用される。例えば内径を軸の直径より僅かに小さく作っておき、次にそれを軸に収められるよう加熱して、軸に押し込んだ後に冷却させるという、いわゆる焼きばめが行われている。焼きばめは、金属部品をあらかじめ150 °C - 300 °Cの間に熱して行う一般的な産業手法であり、それによって部品を膨張させ、別部品への挿入または取り外しを可能にする。
線膨張率の非常に小さい合金が幾つか存在し、ある温度範囲で物理的寸法の変化が小さいことを要求する用途で使われている。そのうちの1つがインバー36で、膨張は約0.6×10−6 K−1相当である。これらの合金は、幅広い温度変動が起こるであろう航空宇宙用途に有用である。
プランジャー装置は、実験室で金属棒の線膨張を見定めるのに用いられる。この装置は両端が閉じた金属製シリンダー（蒸気套と呼ばれる）で構成されており、そこには蒸気用の入口と出口が付いている。棒を加熱するための蒸気は、ゴム管で入口と繋がっているボイラーより供給される。シリンダーの中心には温度計を挿入するための穴が付いている。測定対象の棒は蒸気套内に置かれる。一端は自由だが、もう一端は固定ねじで押さえつけられている。棒の位置をマイクロメータのねじ尺または球面計によって決定する。
金属の線熱膨張率を見定めるために、その金属製の管は蒸気を通して加熱する方法がある。管の一端は固定され、もう一方は回転軸上に置かれており、その動きがポインタによって示される。温度計は管の温度を記録している。これで温度変化1℃ごとの相対的な長さの変化を計算できるようになる。

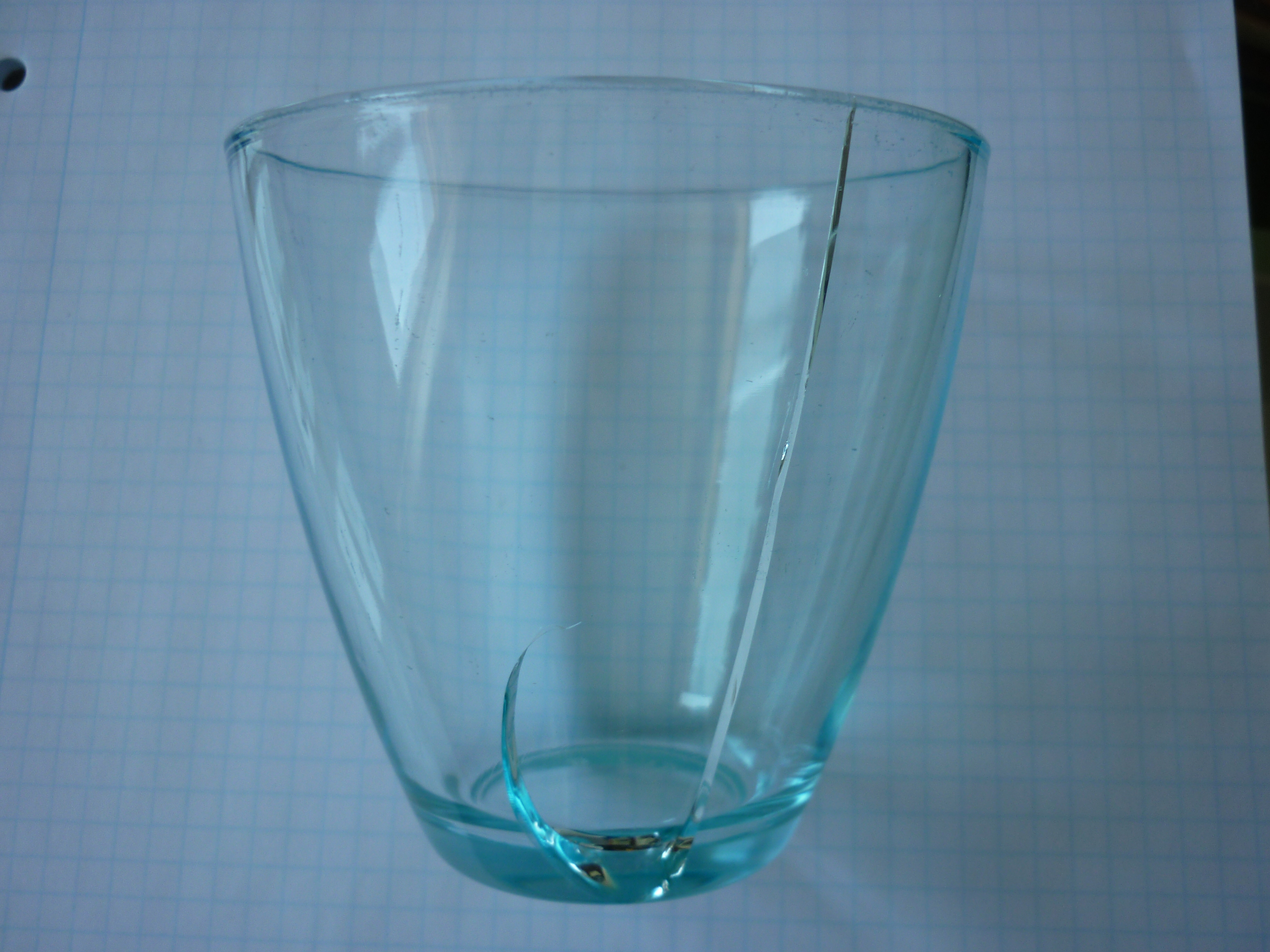
冷たいガラスに熱い液体を注いだ後に起こった不均一な熱膨張のため、ひび割れしたガラスコップ

脆性素材の熱膨張制御は様々な理由から重要な懸念事項である。例えば、ガラスとセラミックスはいずれも脆く、不均一な温度が不均一な膨張を引き起こし、それが熱応力を生むことによってひび割れが生じる場合がある。セラミックスは幅広い素材と組み合わせたりして扱う必要があるため、その膨張が用途に合っている必要がある。釉薬は下の磁器（または他の下地）にしっかり塗付する必要があるため、ひび割れ等が出来ないよう下地に「吸着」するように熱膨張を調整する必要がある。熱膨張が成功の鍵となる製品の例としてコーニングウェアとスパークプラグがある。セラミック下地の熱膨張は焼成によって制御可能であり、材質の望ましい方向への膨張に影響を与える結晶種を作り出す。釉薬の熱膨張は、その化学組成と施された熱履歴によって制御される。大半の場合、下地および釉薬の膨張の制御には複雑な問題があるため、熱膨張の調整は影響を受ける他の特性を見据えて行う必要があり、一般的にはトレードオフが必要である。
熱膨張は地上貯蔵タンクに貯めたガソリンに顕著な影響を及ぼすことがあり、冬には地下タンク貯蔵のガソリンよりも圧縮されたものを、夏には地下タンク貯蔵のガソリンよりも圧縮の小さいものを提供してしまう可能性がある。

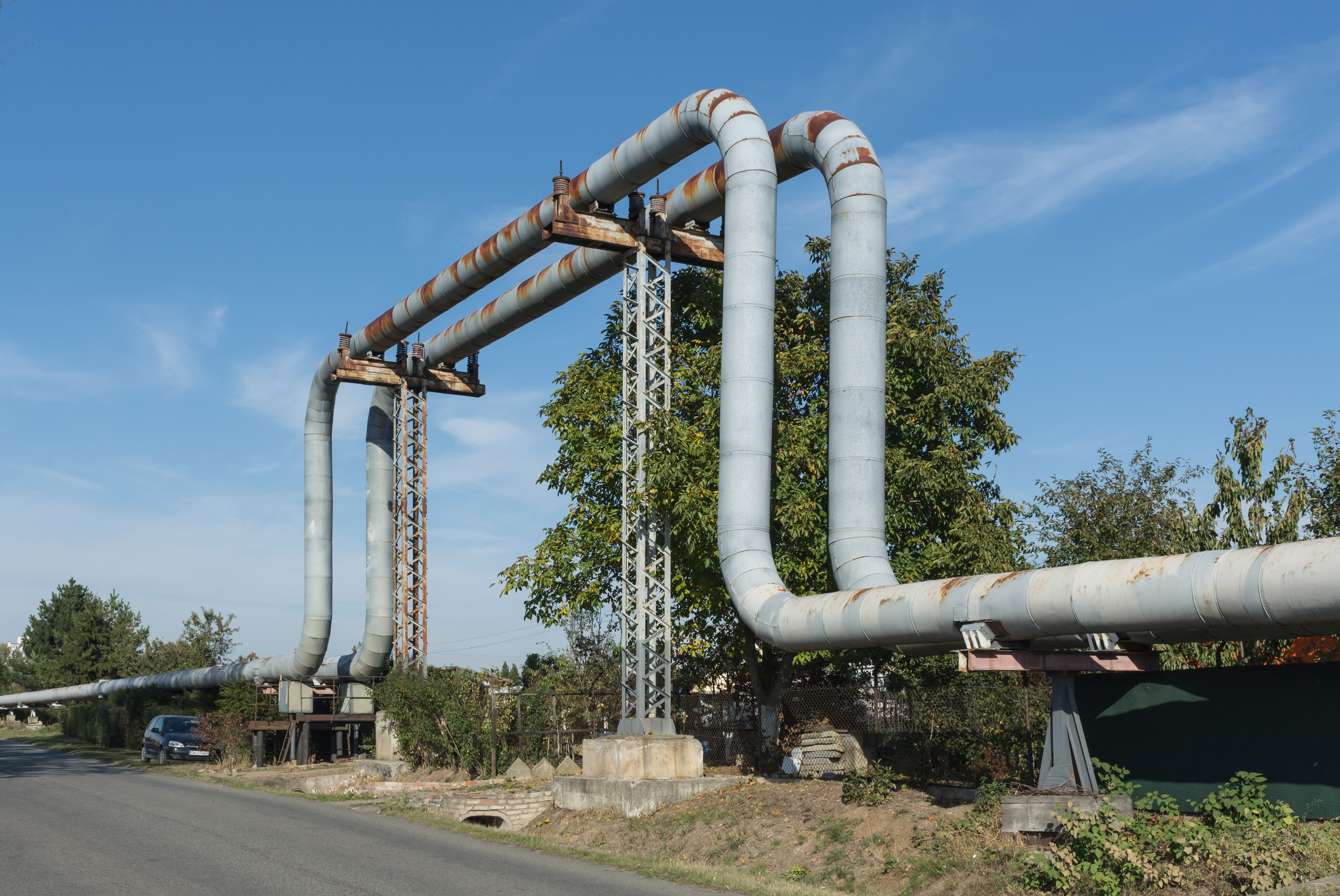
加熱パイプラインの迂回

熱が引き起こす膨張は、大半の工学分野で計算に入れておく必要がある。幾つか例を挙げる。
- 金属製の窓枠にはゴム製スペーサーが必要になる。
- ゴムタイヤは、路面や天候によって加熱ないし冷却されたり、機械的な屈曲や摩擦によって加熱されるため、幅広い温度帯で良好に機能する必要がある。
- 金属製の温水加熱配管では、長い直線を使ってはいけない（右写真のように迂回箇所を作って膨張の影響を分散させる）。
- 鉄道や橋などの大型構造物は、座屈しないよう構造物に伸縮継手を入れておく必要がある。
- 車のエンジンが冷えているうちは性能が悪い理由の一つは、通常の動作温度に達するまで部品同士の間隔が大きくて非効率になってしまうためである。
- 伸縮補正振子とも呼ばれるすのこ型振子（英語版）は、異種金属を組み合わせることで（互いの熱膨張を相殺させることにより）温度変化があっても一定の振子長を保つ。
- 暑い日には送電線が垂れ下がり、寒い日はピンと張る。これは金属が熱で膨張するためである。
- 伸縮継手は、配管システムの熱膨張を吸収する[11]。
- 精密工学ではほとんどの場合、技士は製品の熱膨張に注意を払う必要がある。例えば走査型電子顕微鏡を使う場合、1 ℃くらいの小さな温度変化が試料に対する焦点の位置を変えてしまう可能性がある。
- 液体温度計は液体（通常は水銀やアルコール）が管内に封入されており、温度変化により体積が膨張した際には一方向だけに流れる仕組みである。
- 熱膨張が異なる2枚の金属片を使ったバイメタル式温度計は、温度変化によって曲がり方が変化する性質を応用して温度を計測する[12]。